# 藤枝成子
藤枝 成子（ふじえだ なりこ、1975年6月27日 - ）は、日本の女性声優。東京都出身。

## 人物
子役として数々の吹き替え作品に関わった後は高校在学時に『ミラクル☆ガールズ』で主演声優二人が共に現役女子高校生だったことで話題となる。
吹き替えの声が劇団の先輩である笠原弘子に似ているとされ、同じく後輩の坂本真綾と共に「こまどり姉妹」などと妹分としてみられることも多かったが、2人に比べると活動は地味であり、特に坂本が本格的にアニメの仕事に取り組み始めた後はそれほどの存在感を見せることはなかった。それでも、笠原のステージではバニーガール姿で現れたこともあるなど、笠原のファンにはそれなりに知られた存在であった。
2000年に結婚。2003年に長らく所属していたグループこまどりが事実上解散。それ以降、表立った活動は見られない。

## 出演
太字はメインキャラクター。

### テレビアニメ
1986年
- 三国志II 天翔ける英雄たち（麗花〈子供時代〉）

1993年
- ミラクル☆ガールズ（松永ともみ）

1996年
- 水色時代（堤）

1997年
- EAT-MAN（シェリー）
- ケロケロちゃいむ（マリナ）

1998年
- Night Walker -真夜中の探偵-（少女）

1999年
- アークザラッド（ミリル）
- ワイルドアームズ トワイライトヴェノム（ミラベル・グレースランド）

2000年
- ビックリマン2000（湯浴み天女）
- 名探偵コナン（裕木春菜）

### 劇場アニメ
- うる星やつら オンリー・ユー（1983年、子供B）[3]
- ゲゲゲの鬼太郎 激突!!異次元妖怪の大反乱（1986年、カロリーヌ[4]）

### OVA
- ロボットカーニバル（1987年、孫）
- モルダイバー（1993年、エミィ・リーン）※挿入歌も担当

### ラジオドラマ
- 宇宙英雄物語（アーシア姫）※挿入歌も担当

### 吹き替え

#### 洋画
- E.T.（ガーティ）
- イウォーク・アドベンチャー（シンディ）※テレビ版
- 男と女（フランソワーズ） ※TBS版2
- 風と共に去りぬ(ボニー・ブルー・バトラー)
- 汚れなき瞳の中に（メリッサ・アン・モントゴメリー）
- ジュマンジ（ジュディ・シェパード）
- 白と黒のナイフ（ジェニー・バーンズ）
- 多重人格（ロニー・ベックウィス〈エリザベス・モス〉）
- マチルダ

#### 海外ドラマ
- ER IV 緊急救命室 #1（クリスタ）
- 素晴らしき日々（ウィニー・クーパー）
- 新・大草原の小さな家（ジェニー）
- サンフランシスコの空の下（クローディア）
- ナイトライダー シーズン2 #15（ベッキー・カーティス〈ロビン・リバリー〉）

#### 海外アニメ
- オリビアちゃんの大冒険（オリビア）
- コルドロン